# De dood van Marat
De dood van Marat of in de titel gegeven door de schilder Marat bij zijn laatste zucht is een neoklassiek doek van Jacques-Louis David uit 1793. David was een Franse revolutionair die de moord op zijn vriend en medestander Jean-Paul Marat weergaf kort na de feiten. Het schilderij geldt als zijn voornaamste werk en is tevens een van de opvallendste stukken uit de collectie van de Koninklijke Musea voor Schone Kunsten van België te Brussel. Het is een sleutelwerk in de kunstgeschiedenis.

## Historische context
Op 13 juli 1793 was Jean-Paul Marat thuis aan het werk in zijn badkuip, gekleed in een kamerjas. Hij leed aan een jeukziekte, misschien psoriasis of dermatitis herpetiformis, die hij alleen kon verlichten door veel te baden. De dag voordien had David een beleefdheidsbezoek gebracht aan zijn steeds zieker wordende vriend. Nu diende Charlotte Corday d'Armont, een aanhangster van de girondijnen, zich aan bij zijn appartement aan de Rue des Cordeliers, maar ze werd niet binnengelaten. 's Avonds keerde ze terug onder het voorwendsel dat ze informatie over een groep girondijnen had en geraakte zo na veel aandringen toch binnen. Terwijl ze over de girondijnen converseerden, haalde ze haar mes tevoorschijn en stak Marat in het hart.

## Opdracht en teruggave
De moord veroorzaakte geweldige opschudding onder de revolutionairen. Toen de gedeputeerde Guirault de volgende dag David te zien kreeg, riep hij hem geëmotioneerd toe dat hij nog een schilderij te maken had. David had immers enkele maanden eerder de eveneens vermoorde Lepeletier afgebeeld, en kreeg dus nu een nieuwe bestelling van de Nationale Conventie. In de dagen die volgden organiseerde hij eerst de uitvaartceremonie. Twee maanden na de moord, op 14 oktober, meldde hij aan de Conventie dat het doek klaar was en vroeg hij toestemming om het gedurende twee weken in het Musée central de l'Art tentoon te stellen voor zijn collega's. Het maakte diepe indruk. Op 14 november overhandigde hij het schilderij aan de Conventie, die het een centrale plaats gaf in haar vergaderzaal, de Salle des Machines van het Tuilerieënpaleis. Davids schilderijen van Lepeletier en Marat vormden een tweeluik dat aan weerskanten van het voorzittergestoelte hing.
Robespierre was steeds minder gecharmeerd van de heldencultus rond Marat. Vanaf het lanceren van de Cultus van de Rede in 1794 begon het tornen aan zijn status en na de Thermidoriaanse Reactie begon de echte campagne van démaratisation. Deze culmineerde op 8 februari 1795 toen de Conventie de depantheonisering van Marat stemde en Davids schilderij de volgende dag uit haar vergaderzaal verwijderde. Op zijn vraag kreeg de schilder het werk op 27 oktober terug.

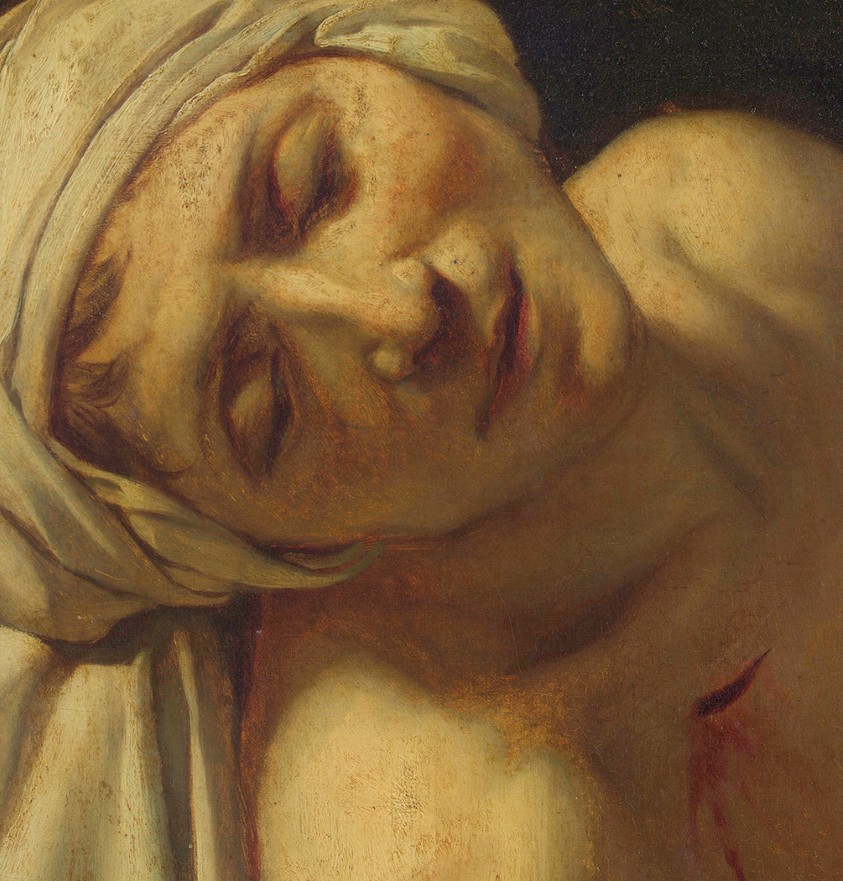
Hoofd en steekwonde (detail)

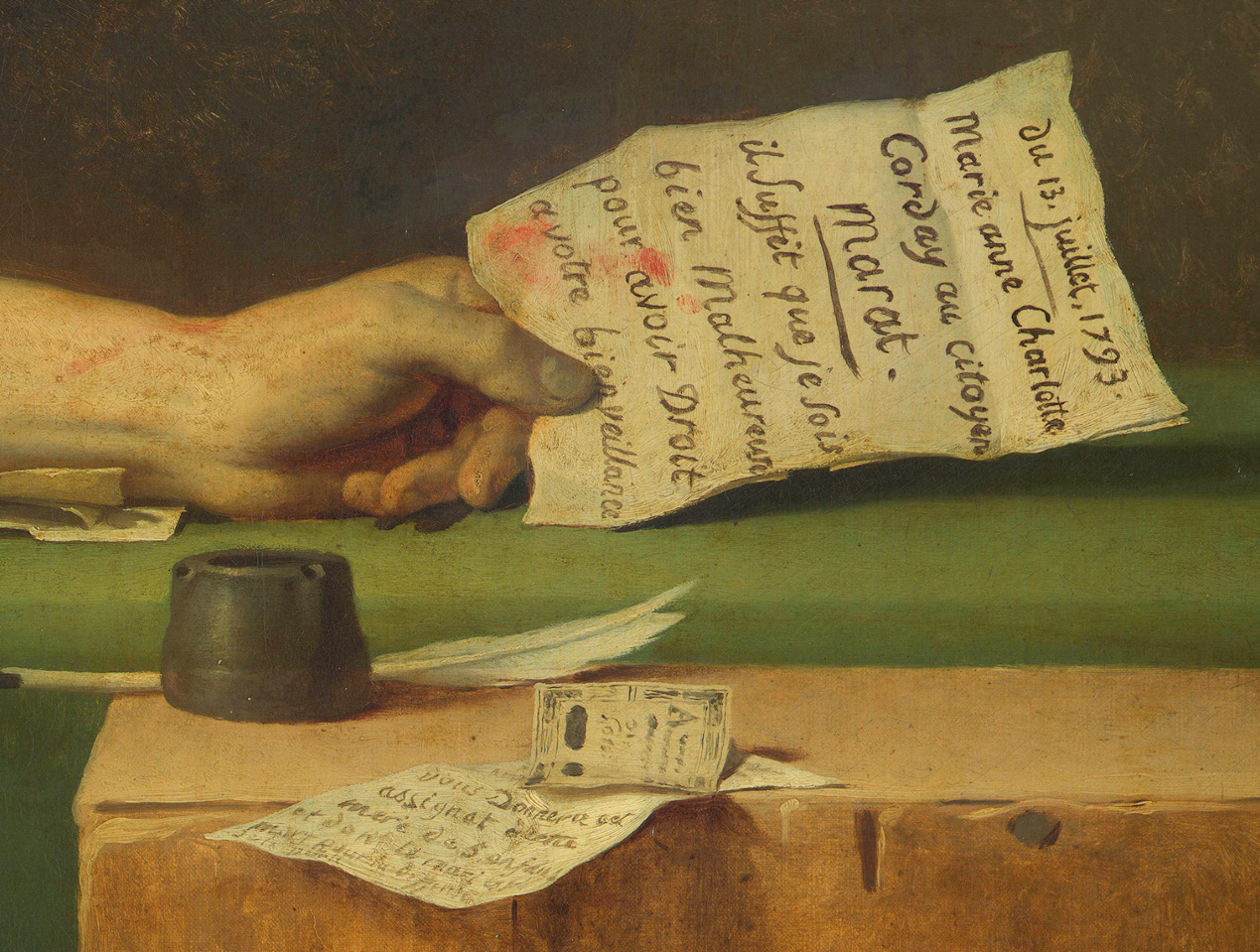
De bebloede brief van Corday en de brief die Marat schreef met het assignaat voor de weduwe (detail)

## Voorstelling
We zien Marat in zijn bad, waar hij de symptomen van zijn huidziekte verlichtte, ook met de witte "tulband" die hij droeg. Hij heeft juist zijn laatste adem uitgeblazen. In zijn borst zit een bloedende steekwonde, maar het gutst er niet uit. Zijn houding en wonde roepen associaties op met Christus, als was hij een heilige van de Franse Revolutie. Hij is gestorven met de pen in de hand, terwijl hij als een held voor de goede zaak werkte. In de andere hand houdt hij nog de verraderlijke, met bloed bespatte brief waarmee zijn moordenares zich toegang verschafte ("Het is genoeg dat ik echt ellendig ben om recht te hebben op je welwillendheid"). Het contrast met de menslievendheid van de vermoorde wordt in de verf gezet door het assignaat op de werktafel en de begeleidende brief die opdracht geeft hiermee een oorlogsweduwe met vijf kinderen te helpen. De dader blijft volledig buiten beeld. Enkel zien we het moordwapen dat ze op de grond heeft gegooid, een bebloed keukenmes. Op de kist die Marat als schrijftafel gebruikte, staat de hommage van de schilder: Aan Marat, David. Jaar twee.
David verwijderde zich van de klassieke mythologie waarin hij tot dan zijn onderwerpen had gezocht en bracht een eigentijdse held in beeld. In dit doek is de held geïdealiseerd en tegelijk op een strikt realistische manier weergegeven. Met infraroodreflectografie is vastgesteld dat de ondertekening van Marats gezicht een combinatie is van de schets die David ter plaatse had gemaakt en het dodenmasker. In de geschilderde versie is de dysmorfie waaraan Marat leed weggelaten en zijn de halfopen ogen gesloten.

## Compositie
De horizontale plaatsing van het bad zorgt voor een gevoel van rust in tegenstelling tot het verticale dat staat voor beweging (zijn werktafel). Ook de houding van Marat wijst op rust doordat het lijkt alsof hij zijn hoofd rustig opzij legt. Het contrast van het horizontale met het verticale zorgt voor een heilige indruk.

## Van Parijs naar Brussel
Tijdens zijn Brusselse ballingschap vanaf 1815 liet David de Dood van Marat verstoppen bij zijn leerling Antoine-Jean Gros in Parijs. Opdat het niet zoals zijn portret van Lepeletier zou worden vernietigd, werd er een wit schildersdoek over gespannen.
Bij zijn dood te Brussel in 1825 erfde de familie het origineel en ook enkele kopieën die hij bezat. Ze probeerden het werk zonder succes te gelde te maken. Pas in 1846 bracht Charles Baudelaire het weer onder de aandacht met een lovende kritiek. In 1860 kocht kleinzoon Jules David-Chassagnol het origineel van zijn tante (ze had de helft in onverdeelde eigendom) en schonk hij een kopie aan het Palais-Royal. Na enige tijd kwamen claims naar buiten dat die laatste versie het origineel was en het ging zelfs zover dat ze in 1885 als zodanig werd verkocht door de kunsthandelaar Durand-Ruel. Mogelijk droeg deze toestand ertoe bij dat Jules David-Chassagnol in 1886 het origineel per testament naliet aan de Koninklijke Musea voor Schone Kunsten van België, uit erkentelijkheid dat Brussel de verbannen schilder in 1815 had opgenomen. Zijn weduwe startte in 1889 een rechtszaak om de authenticiteit van het gelegateerde exemplaar aan te tonen en won die ook. Vanaf 1893 was het doek te zien in het Brusselse museum.

## Kopieën en studie
Hoewel De dood van Marat slechts een tweetal jaar openbaar te zien was, zijn er vier 18e-eeuwse kopieën van bekend. Ze zijn gemaakt in het atelier van David en hangen in het Louvre in Parijs, het Kasteel van Versailles, het Musée des Beaux-Arts van Dijon en het Musée des Beaux-Arts van Reims. 
In 2008 dook een mogelijke voorstudie op in de galerij Eric Turquin in Parijs. De gelaatstrekken van de stervende zijn minder vast en zouden overeenkomen met de ondertekening op het Brusselse origineel.

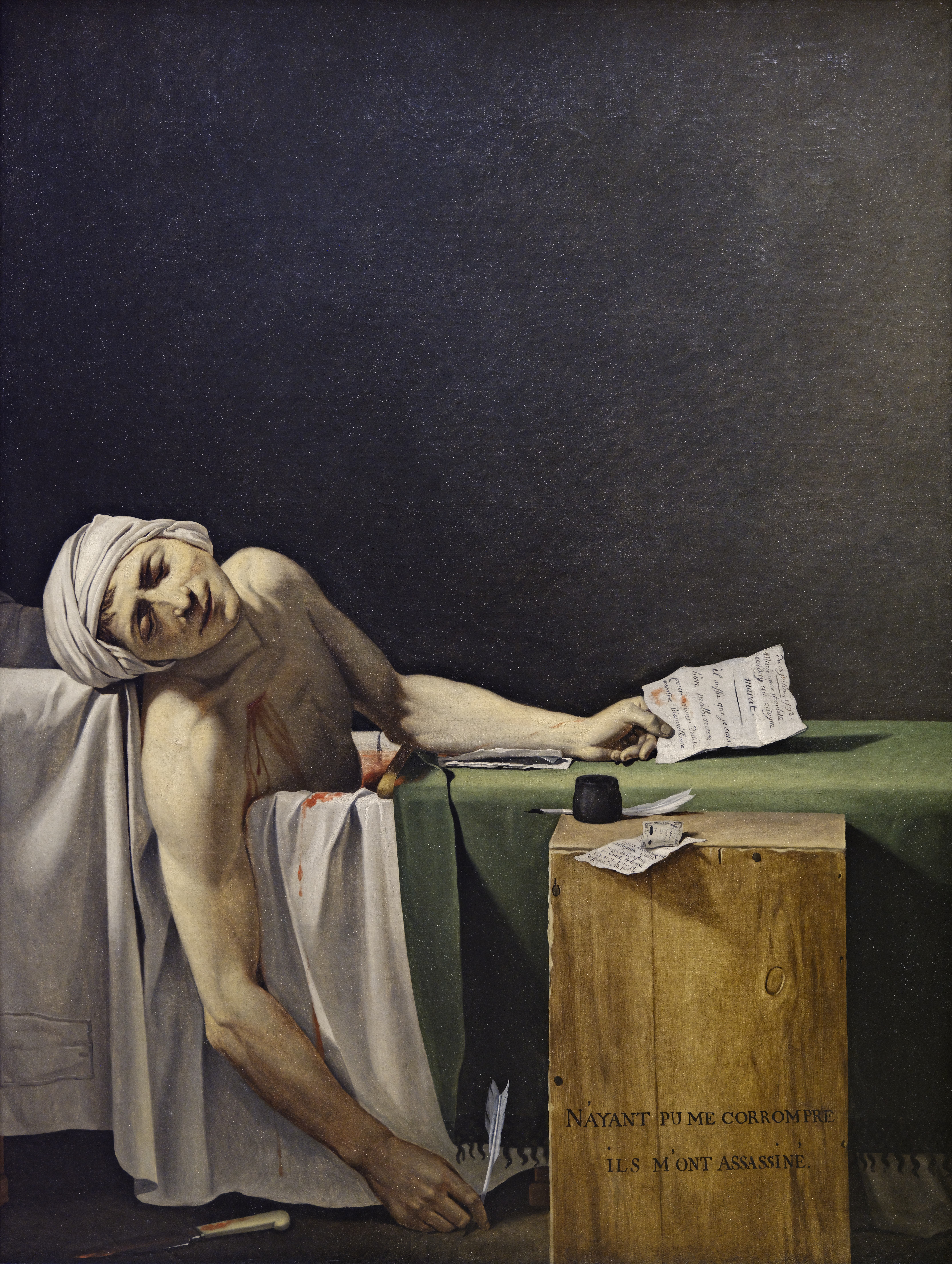
Louvre
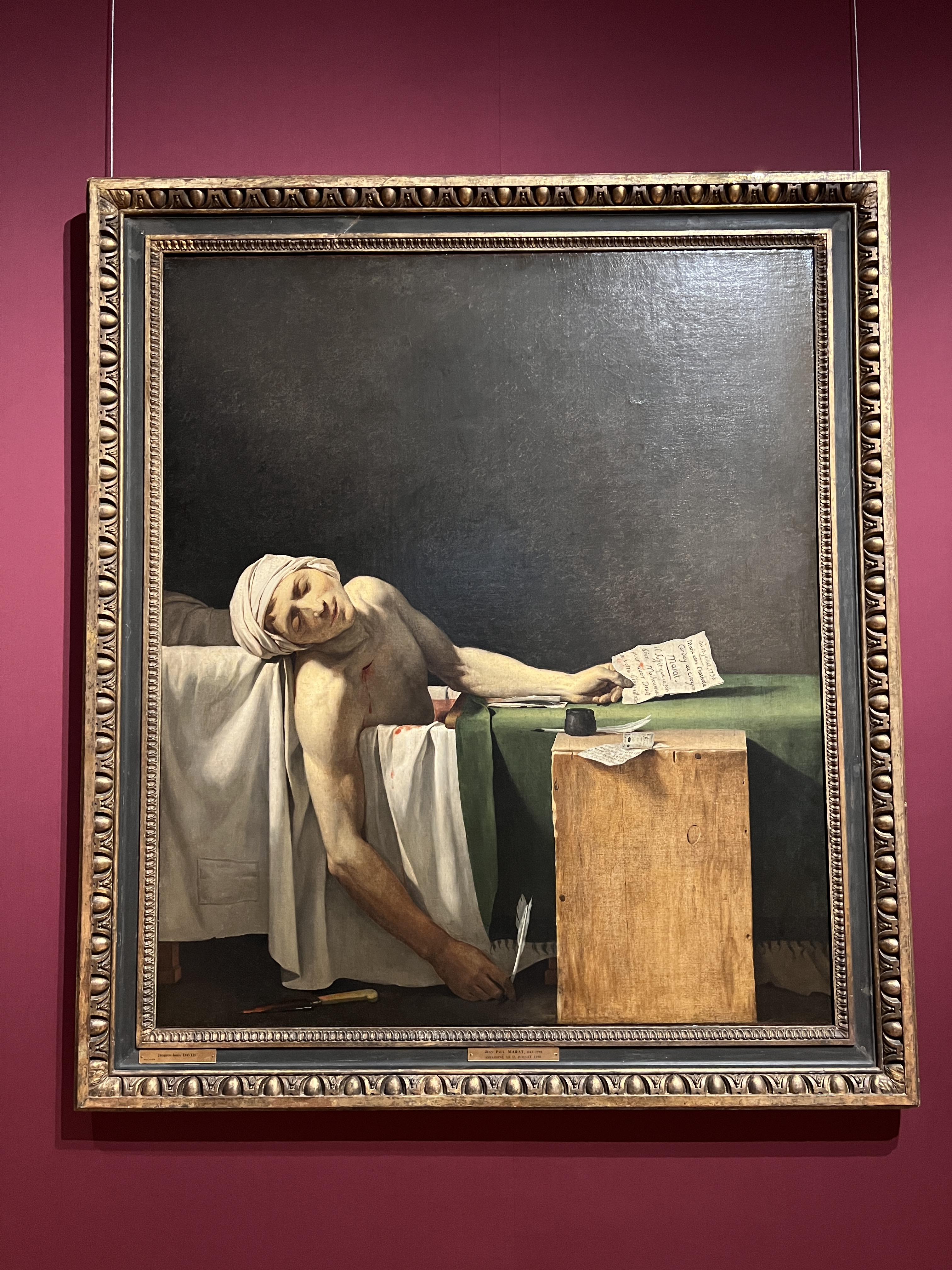
Versailles
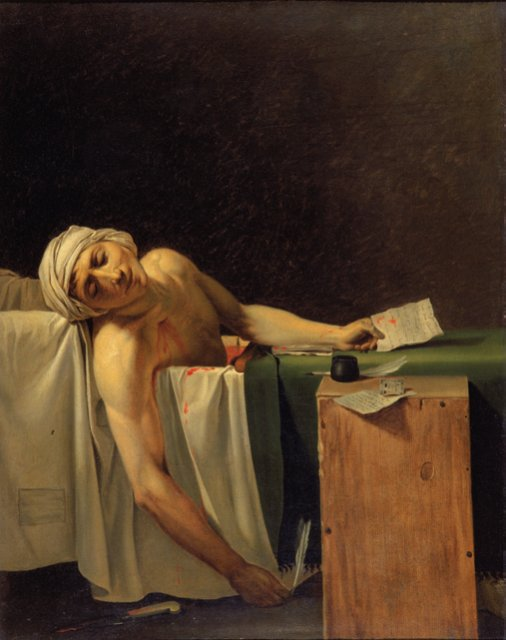
Dijon
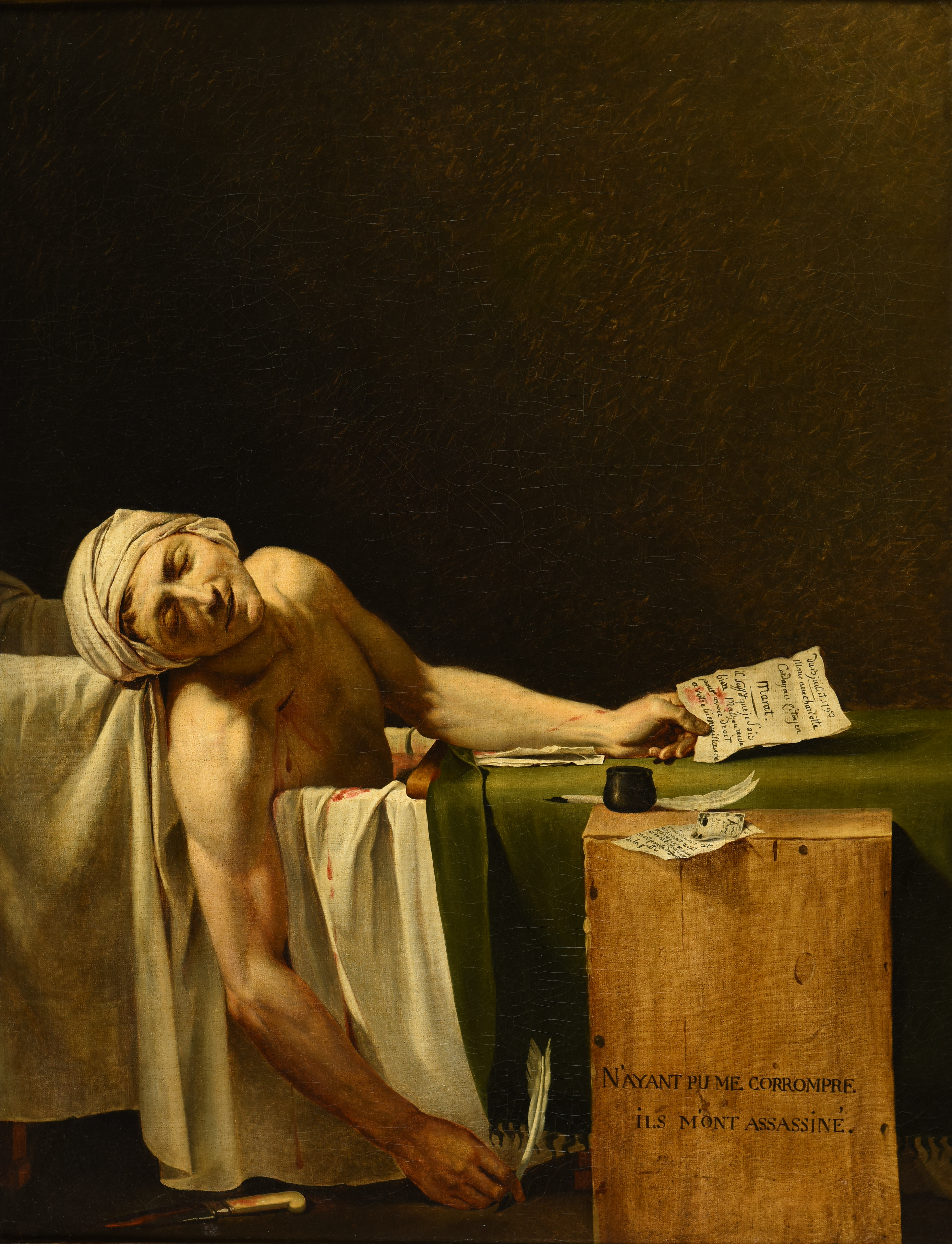
Reims

## Thema
Het onderwerp van het schilderij, de moord op de revolutionair Marat, werd in de schilderkunst een echt thema. Het werd opgenomen door Edvard Munch en Pablo Picasso. In de literatuur is het aan orde in Peter Weiss' Die Verfolgung und Ermordung Jean Paul Marats dargestellt durch die Schauspielgruppe des Hospizes zu Charenton unter Anleitung des Herrn de Sade (1963). Het stuk werd in 1967 verfilmd door Peter Brook.